# Bánffy-kormány

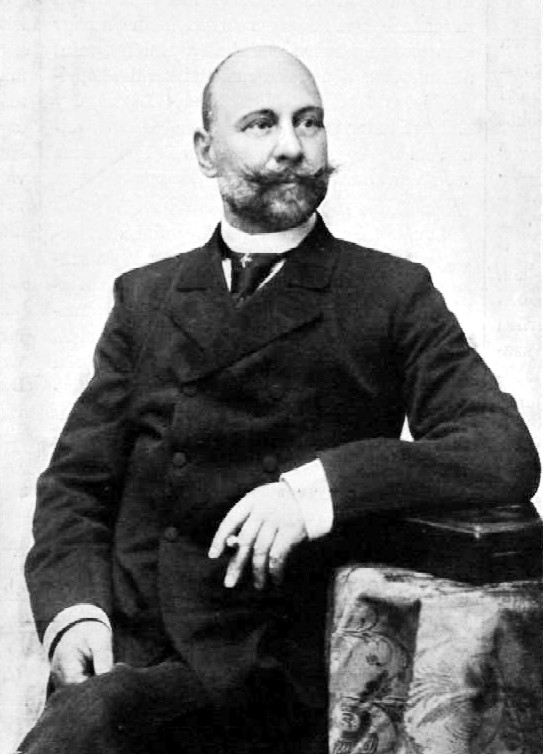
Bánffy Dezső
(fényképezte: Ellinger Ede)

A Bánffy-kormány a kiegyezés utáni kilencedik magyar kormány volt Losonczi báró Bánffy Dezső vezérletével.

## Története
A Bánffy-kabinet Wekerle Sándor lemondását követően alakult, 1895. január 15-én. A kormány a Szabadelvű Párt történetének második legnagyobb arányú győzelmét hozó 1896-os választásokat követően is gyakorlatilag változatlan formában, Bánffy Dezső vezetésével működött tovább. Bukását az ischli klauzulát övező ellenzéki obstrukció, utcai tüntetések, illetve a pártkérdéssé tett Tisza-féle javaslat (Lex Tisza), Tisza Kálmán véderőreform-javaslata okozta. Utóbbi a Szabadelvű Párton belül is szakadáshoz, tömeges kilépéshez vezetett.
A kormány (de különösen Bánffy) és ellenzéke viszonyát egymáshoz jól jellemezte az, mikor a regnáló miniszterelnök az ellenzéki Nemzeti Párt egyik vezérszónokával, Horánszky Nándorral kis híján párbajt vívott 1898 decemberében, ami az annak megnevezése körüli vita miatt maradt el (Bánffy segédei értelmezhetetlennek találták a „fegyveres megtorlás” kifejezést, a helyette ajánlott „fegyveres elégtétel” azonban Horánszkynak nem felelt meg). Bánffy és kormánya nem sokkal később, 1899. február 26-án mondott le a helyzetet csillapítandó.
Utódja Széll Kálmán lett, akinek kompromisszumkereső politikáját jól illusztrálta az, amikor kinevezése után kerek egy évvel, 1900 februárjában a teljes Nemzeti Párt (benne Horánszky Nándorral) csatlakozott a Szabadelvű Párthoz.

## A kormány tagjai
| Név                                           | hivatal kezdete    | hivatal vége       | párt                  | megjegyzés                                     |
| Miniszterelnök                                | Miniszterelnök     | Miniszterelnök     | Miniszterelnök        | Miniszterelnök                                 |
| --------------------------------------------- | ------------------ | ------------------ | --------------------- | ---------------------------------------------- |
| Bánffy Dezső                                  | 1895. január 14.   | 1899. február 26.  | Szabadelvű Párt       |                                                |
| Belügyminiszter                               |                    |                    |                       |                                                |
| Perczel Dezső                                 | 1895. január 15.   | 1899. február 26.  | Szabadelvű Párt       |                                                |
| Pénzügyminiszter                              |                    |                    |                       |                                                |
| Lukács László                                 | 1895. január 15.   | 1899. február 26.  | Szabadelvű Párt       |                                                |
| Igazságügy-miniszter                          |                    |                    |                       |                                                |
| Erdély Sándor                                 | 1895. január 15.   | 1899. február 26.  | Szabadelvű Párt       |                                                |
| Honvédelmi miniszter                          |                    |                    |                       |                                                |
| Fejérváry Géza                                | 1895. január 15.   | 1899. február 26.  | pártonkívüli          |                                                |
| A király személye körüli miniszter            |                    |                    |                       |                                                |
| Fejérváry Géza                                | 1895. január 15.   | 1895. január 18.   | pártonkívüli          | honvédelmi miniszterként 3 napig, ideiglenesen |
| Jósika Sámuel                                 | 1895. január 18.   | 1898. január 20.   | Szabadelvű Párt       |                                                |
| Bánffy Dezső                                  | 1898. január 20.   | 1898. december 20. | Szabadelvű Párt       | miniszterelnökként, ideiglenesen               |
| Széchényi Manó                                | 1898. december 20. | 1899. február 26.  | pártonkívüli          |                                                |
| Vallás- és közoktatásügyi miniszter           |                    |                    |                       |                                                |
| Wlassics Gyula                                | 1895. január 15.   | 1899. február 26.  | Szabadelvű Párt       |                                                |
| Földmívelésügyi miniszter                     |                    |                    |                       |                                                |
| Festetics Andor                               | 1895. január 15.   | 1895. november 2.  | Szabadelvű Párt       |                                                |
| Darányi Ignác                                 | 1895. november 2.  | 1899. február 26.  | Szabadelvű Párt       |                                                |
| Kereskedelemügyi miniszter                    |                    |                    |                       |                                                |
| Lukács Béla                                   | 1895. január 15.   | 1896. november 5.  | Szabadelvű Párt       |                                                |
| Dániel Ernő                                   | 1896. november 5.  | 1899. február 26.  | Szabadelvű Párt       |                                                |
| Horvát-szlavón-dalmát tárca nélküli miniszter |                    |                    |                       |                                                |
| Josipovich Imre                               | 1895. január 15.   | 1898. december 10. | Horvát Unionista Párt |                                                |
| Cseh Ervin                                    | 1898. december 10. | 1899. február 26.  | ?                     |                                                |